# Restinclières
Ne doit pas être confondu avec le domaine de Restinclières, au nord de Prades-le-Lez.
Restinclières est une commune française située dans le nord-est du département de l'Hérault, en région Occitanie.
Exposée à un climat méditerranéen, elle est drainée par le canal de Lansargues, le Dardaillon-Ouest, le ruisseau de Courchamp et par deux autres cours d'eau. La commune possède un patrimoine naturel remarquable composé d'une zone naturelle d'intérêt écologique, faunistique et floristique.
Restinclières est une commune urbaine qui compte 2 573 habitants en 2022, après avoir connu une forte hausse de la population depuis 1968. Elle est dans l'agglomération de Beaulieu et fait partie de l'aire d'attraction de Montpellier. Ses habitants sont appelés les Restincliérois et Restincliéroises.

## Géographie
Restinclières est une commune située dans l'aire urbaine de Montpellier, dans un paysage constitué principalement de garrigues sèches. Le village se trouve entre Montpellier (18 km au sud-ouest) et Nîmes (30 km au nord-est).
|          | Saussines (par un quadripoint) | Boisseron      |
| Beaulieu | Restinclières                  | Saint-Christol |
|          | Saint-Geniès-des-Mourgues      |                |

### Climat
Pour des articles plus généraux, voir Climat de l'Occitanie et Climat de l'Hérault.
En 2010, le climat de la commune est de type climat méditerranéen franc, selon une étude s'appuyant sur une série de données couvrant la période 1971-2000. En 2020, Météo-France publie une typologie des climats de la France métropolitaine dans laquelle la commune est exposée à un climat méditerranéen et est dans la région climatique  Provence, Languedoc-Roussillon, caractérisée par une pluviométrie faible en été, un très bon ensoleillement (2 600 h/an), un été chaud (21,5 °C), un air très sec en été, sec en toutes saisons, des vents forts (fréquence de 40 à 50 % de vents > 5 m/s) et peu de brouillards.
Pour la période 1971-2000, la température annuelle moyenne est de 14,2 °C, avec une amplitude thermique annuelle de 17,1 °C. Le cumul annuel moyen de précipitations est de 760 mm, avec 6 jours de précipitations en janvier et 2,9 jours en juillet. Pour la période 1991-2020, la température moyenne annuelle observée sur la station météorologique la plus proche, située sur la commune de Entre-Vignes à 3 km à vol d'oiseau, est de 0,0 °C et le cumul annuel moyen de précipitations est de 0,0 mm,. Pour l'avenir, les paramètres climatiques de la commune estimés pour 2050 selon différents scénarios d'émission de gaz à effet de serre sont consultables sur un site dédié publié par Météo-France en novembre 2022.

### Milieux naturels et biodiversité

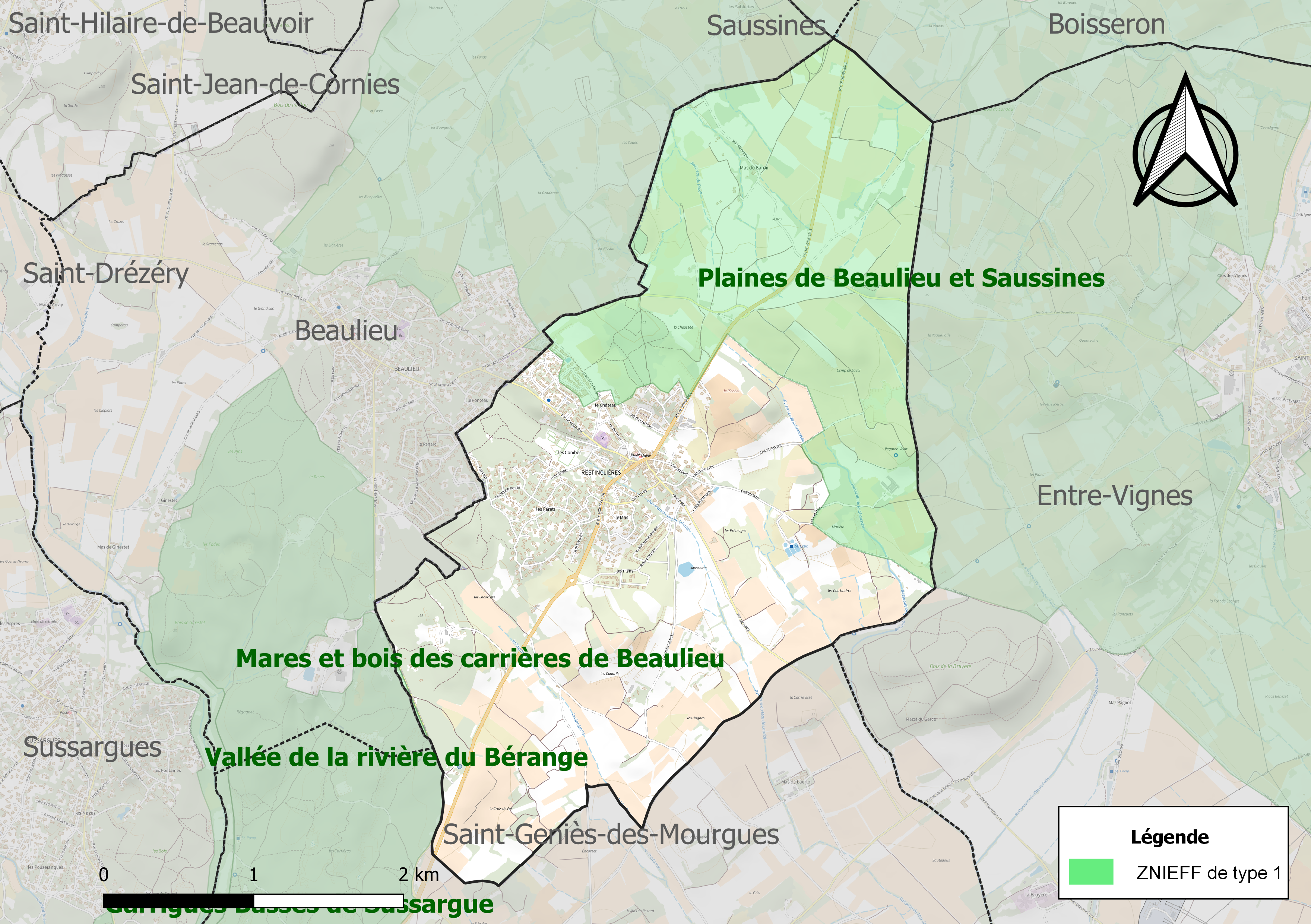
Carte de la ZNIEFF de type 1 localisée sur la commune.

L’inventaire des zones naturelles d'intérêt écologique, faunistique et floristique (ZNIEFF) a pour objectif de réaliser une couverture des zones les plus intéressantes sur le plan écologique, essentiellement dans la perspective d’améliorer la connaissance du patrimoine naturel national et de fournir aux différents décideurs un outil d’aide à la prise en compte de l’environnement dans l’aménagement du territoire.
Une ZNIEFF de type 1 est recensée sur la commune :
les « plaines de Beaulieu et Saussines » (1 986 ha), couvrant 7 communes du département.

## Urbanisme

### Typologie
Au 1er janvier 2024, Restinclières est catégorisée petite ville, selon la nouvelle grille communale de densité à sept niveaux définie par l'Insee en 2022.
Elle appartient à l'unité urbaine de Beaulieu, une agglomération intra-départementale regroupant deux  communes, dont elle est une commune de la banlieue,,. Par ailleurs la commune fait partie de l'aire d'attraction de Montpellier, dont elle est une commune de la couronne,. Cette aire, qui regroupe 161 communes, est catégorisée dans les aires de 700 000 habitants ou plus (hors Paris),.

### Occupation des sols
L'occupation des sols de la commune, telle qu'elle ressort de la base de données européenne d’occupation biophysique des sols Corine Land Cover (CLC), est marquée par l'importance des territoires agricoles (78,7 % en 2018), en diminution par rapport à 1990 (82,2 %). La répartition détaillée en 2018 est la suivante : 
cultures permanentes (78,7 %), zones urbanisées (14,8 %), milieux à végétation arbustive et/ou herbacée (6,5 %). L'évolution de l’occupation des sols de la commune et de ses infrastructures peut être observée sur les différentes représentations cartographiques du territoire : la carte de Cassini (XVIIIe siècle), la carte d'état-major (1820-1866) et les cartes ou photos aériennes de l'IGN pour la période actuelle (1950 à aujourd'hui).

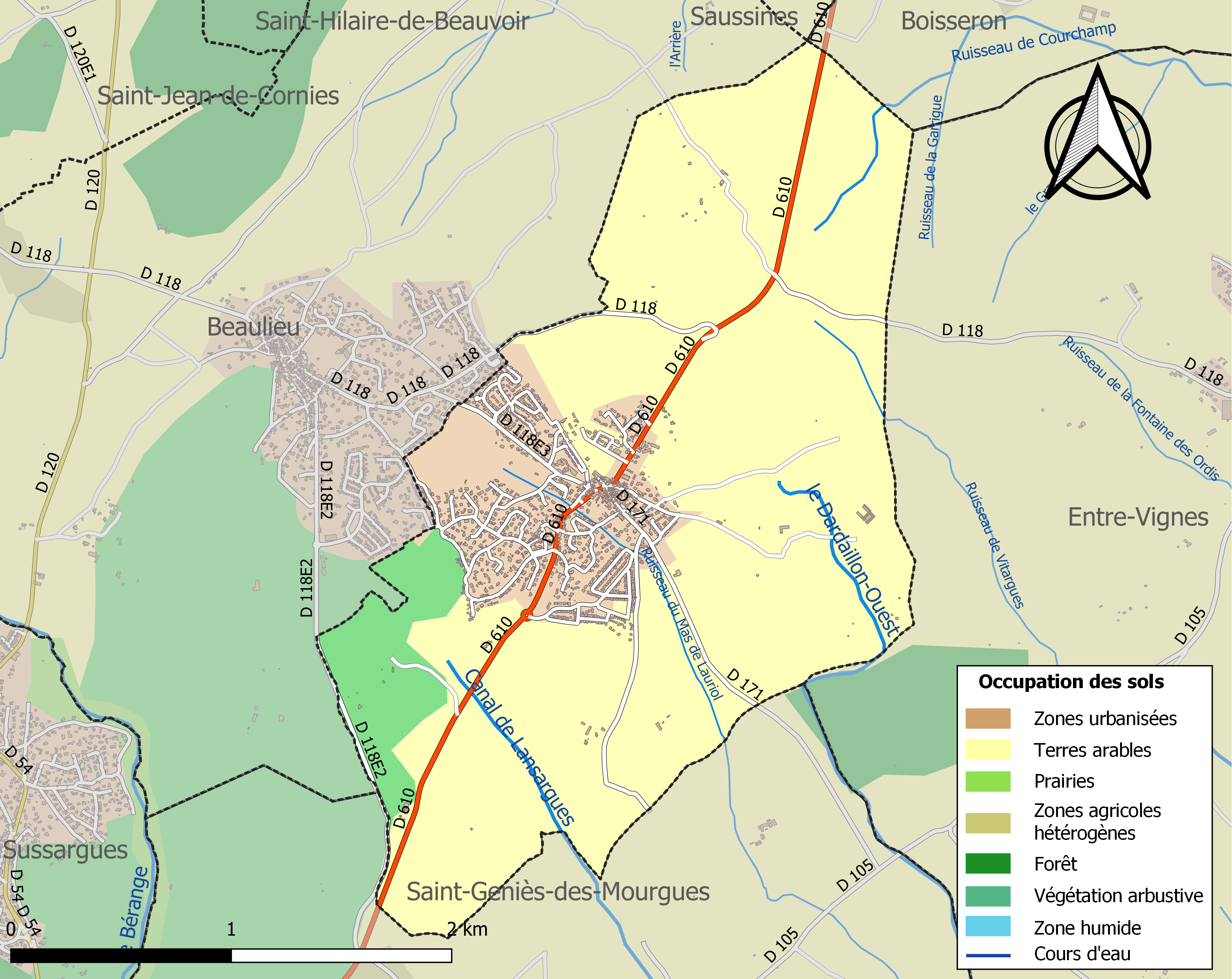
Carte des infrastructures et de l'occupation des sols de la commune en 2018 (CLC).

### Risques majeurs
Le territoire de la commune de Restinclières est vulnérable à différents aléas naturels : météorologiques (tempête, orage, neige, grand froid, canicule ou sécheresse), inondations, feux de forêts et séisme (sismicité faible). Il est également exposé à un risque technologique,  le transport de matières dangereuses. Un site publié par le BRGM permet d'évaluer simplement et rapidement les risques d'un bien localisé soit par son adresse soit par le numéro de sa parcelle.

#### Risques naturels
Certaines parties du territoire communal sont susceptibles d’être affectées par le risque d’inondation par débordement de cours d'eau, notamment le canal de Lansargues et le Dardaillon-Ouest. La commune a été reconnue en état de catastrophe naturelle au titre des dommages causés par les inondations et coulées de boue survenues en 1982, 1987, 2001, 2003, 2014 et 2015,.
Restinclières est exposée au risque de feu de forêt. Un plan départemental de protection des forêts contre les incendies (PDPFCI) a été approuvé en juin 2013 et court jusqu'en 2022, où il doit être renouvelé. Les mesures individuelles de prévention contre les incendies sont précisées par deux arrêtés préfectoraux et s’appliquent dans les zones exposées aux incendies de forêt et à moins de 200 mètres de celles-ci. L’arrêté du 25 avril 2002 réglemente l'emploi du feu en interdisant notamment d’apporter du feu, de fumer et de jeter des mégots de cigarette dans les espaces sensibles et sur les voies qui les traversent sous peine de sanctions. L'arrêté du 11 mars 2013 rend le débroussaillement obligatoire, incombant au propriétaire ou ayant droit,.

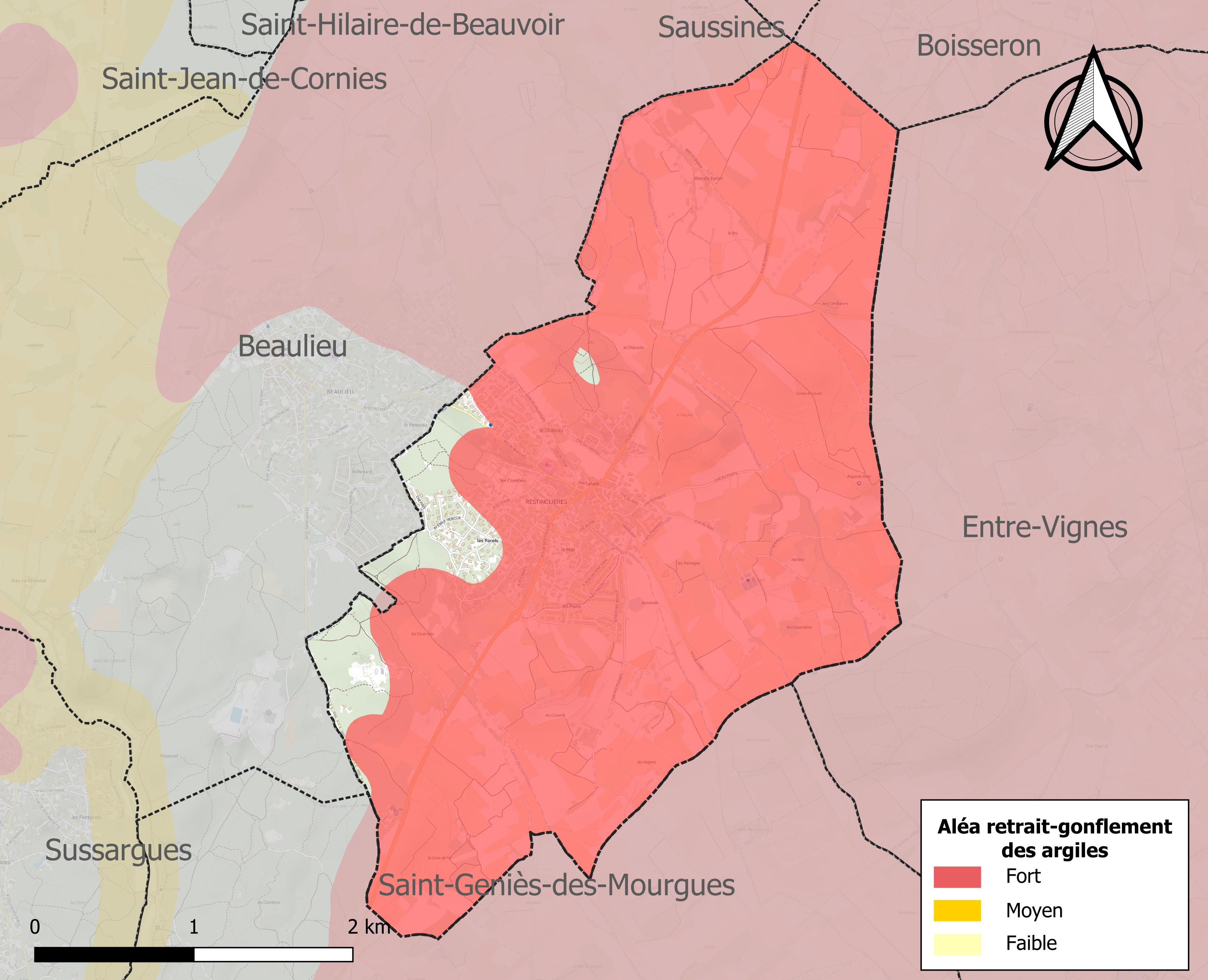
Carte des zones d'aléa retrait-gonflement des sols argileux de Restinclières.

Le retrait-gonflement des sols argileux est susceptible d'engendrer des dommages importants aux bâtiments en cas d’alternance de périodes de sécheresse et de pluie. 93,6 % de la superficie communale est en aléa moyen ou fort (59,3 % au niveau départemental et 48,5 % au niveau national). Sur les 620 bâtiments dénombrés sur la commune en 2019, 521 sont en aléa moyen ou fort, soit 84 %, à comparer aux 85 % au niveau départemental et 54 % au niveau national. Une cartographie de l'exposition du territoire national au retrait gonflement des sols argileux est disponible sur le site du BRGM,.
Par ailleurs, afin de mieux appréhender le risque d’affaissement de terrain, l'inventaire national des cavités souterraines permet de localiser celles situées sur la commune.
Concernant les mouvements de terrains, la commune a été reconnue en état de catastrophe naturelle au titre des dommages causés par la sécheresse en 2017 et 2019 et par des mouvements de terrain en 2015.

#### Risques technologiques
Le risque de transport de matières dangereuses sur la commune est lié à sa traversée par des infrastructures routières ou ferroviaires importantes ou la présence d'une canalisation de transport d'hydrocarbures. Un accident se produisant sur de telles infrastructures est susceptible d’avoir des effets graves sur les biens, les personnes ou l'environnement, selon la nature du matériau transporté. Des dispositions d’urbanisme peuvent être préconisées en conséquence.

## Histoire

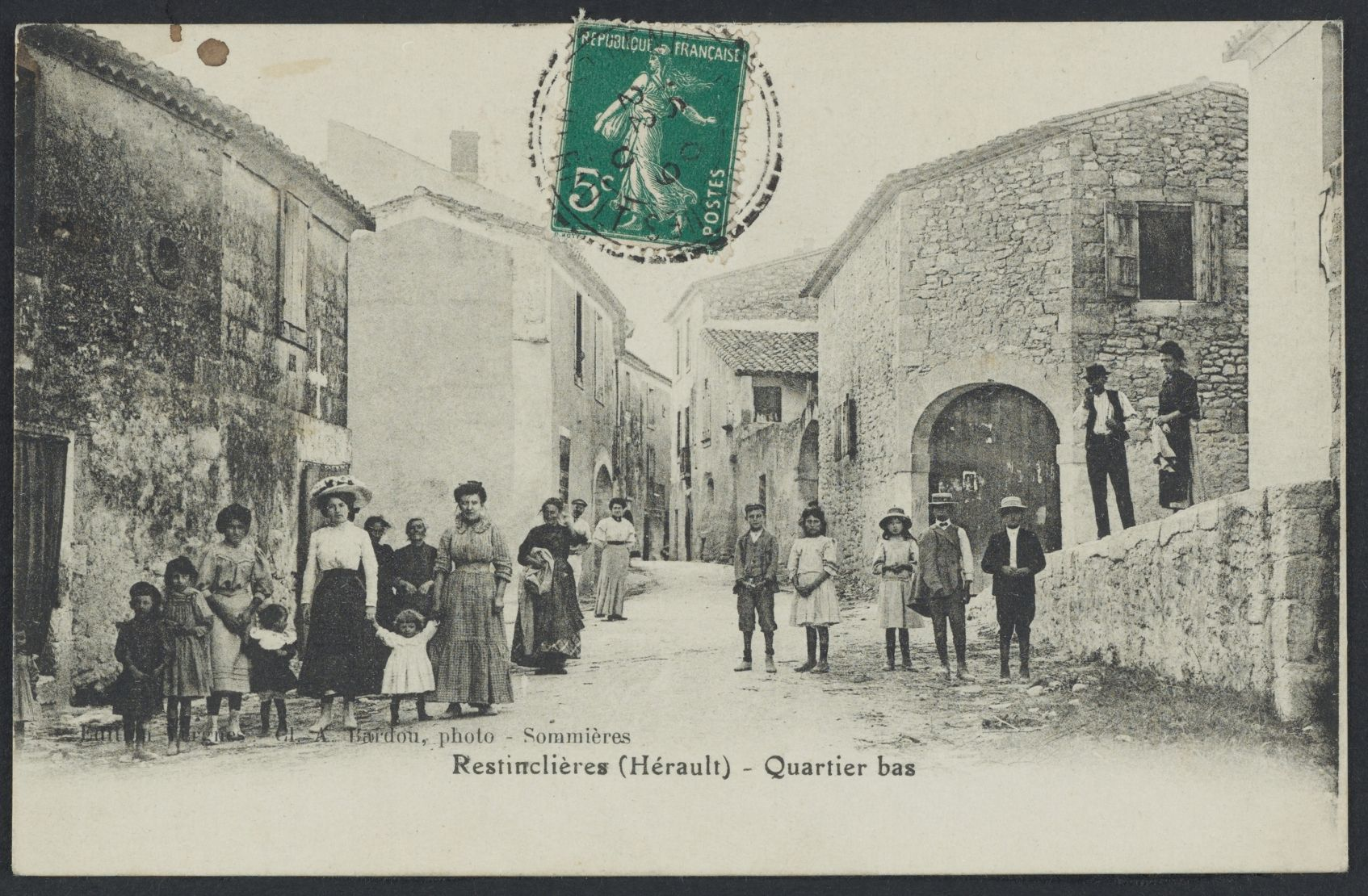
Rue du village : carte postale (1910)

Le village doit son nom au restincle, ou lentisque, qui y fut peut-être cultivé pour la résine aromatique qu'il contient et qui faisait office de chewing-gum pendant l'antiquité. Au XIIe siècle, le domaine appartenait à Pierre de Castries, vassal du comte de Toulouse. À cette même époque fut construite l'église romane, dédiée à saint Césaire, évêque d'Arles, honoré ici dès le VIe siècle. Agrandie aux XIVe et XVe siècles et fortifiée durant les guerres de religion, elle devint le siège d'un archiprêtré comprenant une quinzaine de paroisses alentour. Avec l'extraction de la pierre calcaire, la vigne et l'olivier furent les principales ressources du terroir.

## Politique et administration
| Période                                  | Période   | Identité              | Étiquette | Qualité |
| ---------------------------------------- | --------- | --------------------- | --------- | --- |
| 1792                                     | 1794      | Pierre Roqueplane     |           | |
| 1794                                     | 1795      | Fulcrand Vitou        |           | |
| 1795                                     | 1798      | François Carrière     |           | |
| 1798                                     | 1800      | Pierre Causse         |           | |
| 1800                                     | 1803      | Jean Thouzellier      |           | |
| 1803                                     | 1815      | Antoine Marcou        |           | |
| 1815                                     | 1828      | François Carrière     |           | |
| 1828                                     | 1830      | Antoine Marcou        |           | |
| 1830                                     | 1837      | Pierre Martin         |           | |
| 1837                                     | 1843      | Pierre Causse         |           | |
| 1843                                     | 1845      | Antoine Gervais       |           | |
| 1845                                     | 1848      | Pierre Martin         |           | |
| 1848                                     | 1852      | Pierre Causse         |           | |
| 1852                                     | 1854      | Pierre Martin         |           | |
| 1854                                     | 1865      | Eugène Maubon         |           | |
| 1865                                     | 1870      | Zoé Carrière          |           | |
| 1870                                     | 1871      | Léonce Martin         |           | |
| 1871                                     | 1876      | Jean-Pierre Chardenon |           | |
| 1876                                     | 1879      | Pierre Despey         |           | |
| 1879                                     | 1880      | Auguste Roux          |           | |
| 1880                                     | 1881      | Joseph Lamouroux      |           | |
| 1881                                     | 1887      | Léonce Martin         |           | |
| 1887                                     | 1896      | Henri Carrière        |           | |
| 1896                                     | 1919      | Jean Gervais          |           | |
| 1919                                     | 1942      | Léon Mercier          |           | |
| 1942                                     | 1944      | Henri Tesse           |           | |
| 1944                                     | 1945      | Léon Mercier          |           | |
| 1945                                     | 1977      | Emile Mercier         |           | |
| 1977                                     | 1989      | Yvan Lamat            |           | |
| 1989                                     | mars 1994 | Roger Maurin          |           | |
| mars 1994                                | mars 2001 | Henry Julian          | MDC       | Instituteur public. Maire (PCF) de Saints-en-Puisaye. Conseiller municipal de Restinclières de 1983 à 1993 |
| mars 2001                                | mars 2014 | Jean-Pierre Coulet    | UMP       | Employé IBM. Président du Foyer rural.                                                                     |
| mars 2014                                | En cours  | Geniès Balazun        | DVD       | Juriste en entreprise                                                                                      |
| Les données manquantes sont à compléter. |           |                       |           | |

## Démographie
L'évolution du nombre d'habitants est connue à travers les recensements de la population effectués dans la commune depuis 1793. Pour les communes de moins de 10 000 habitants, une enquête de recensement portant sur toute la population est réalisée tous les cinq ans, les populations de référence des années intermédiaires étant quant à elles estimées par interpolation ou extrapolation. Pour la commune, le premier recensement exhaustif entrant dans le cadre du nouveau dispositif a été réalisé en 2004.

En 2022, la commune comptait 2 573 habitants, en évolution de +44,79 % par rapport à 2016 (Hérault : +7,49 %, France hors Mayotte : +2,11 %).
| 1793 | 1800 | 1806 | 1821 | 1831 | 1836 | 1841 | 1846 | 1851 |
| ---- | ---- | ---- | ---- | ---- | ---- | ---- | ---- | ---- |
| 146  | 146  | 160  | 189  | 207  | 199  | 197  | 192  | 224  |

| 1856 | 1861 | 1866 | 1872 | 1876 | 1881 | 1886 | 1891 | 1896 |
| ---- | ---- | ---- | ---- | ---- | ---- | ---- | ---- | ---- |
| 217  | 231  | 251  | 258  | 282  | 215  | 206  | 234  | 264  |

| 1901 | 1906 | 1911 | 1921 | 1926 | 1931 | 1936 | 1946 | 1954 |
| ---- | ---- | ---- | ---- | ---- | ---- | ---- | ---- | ---- |
| 272  | 261  | 258  | 254  | 227  | 230  | 210  | 154  | 192  |

| 1962 | 1968 | 1975 | 1982 | 1990 | 1999  | 2004  | 2006  | 2009  |
| ---- | ---- | ---- | ---- | ---- | ----- | ----- | ----- | ----- |
| 214  | 211  | 296  | 587  | 781  | 1 162 | 1 481 | 1 478 | 1 552 |

| 2014  | 2019  | 2022  | - | - | - | - | - | - |
| ----- | ----- | ----- | - | - | - | - | - | - |
| 1 685 | 2 109 | 2 573 | - | - | - | - | - | - |

## Économie

### Revenus
En 2018, la commune compte 745 ménages fiscaux, regroupant 1 990 personnes. La médiane du revenu disponible par unité de consommation est de 24 370 € (20 330 € dans le département).

### Emploi
|                | 2008   | 2013   | 2018 |
| -------------- | ------ | ------ | ---- |
| Commune        | 8,2 %  | 9 %    | 7 %  |
| Département    | 10,1 % | 11,9 % | 12 % |
| France entière | 8,3 %  | 10 %   | 10 % |

En 2018, la population âgée de 15 à 64 ans s'élève à 1 301 personnes, parmi lesquelles on compte 80,4 % d'actifs (73,4 % ayant un emploi et 7 % de chômeurs) et 19,6 % d'inactifs,. Depuis 2008, le taux de chômage communal (au sens du recensement) des 15-64 ans est inférieur à celui de la France et du département.
La commune fait partie de la couronne de l'aire d'attraction de Montpellier, du fait qu'au moins 15 % des actifs travaillent dans le pôle,. Elle compte 173 emplois en 2018, contre 157 en 2013 et 160 en 2008. Le nombre d'actifs ayant un emploi résidant dans la commune est de 964, soit un indicateur de concentration d'emploi de 17,9 % et un taux d'activité parmi les 15 ans ou plus de 68,2 %.
Sur ces 964 actifs de 15 ans ou plus ayant un emploi, 114 travaillent dans la commune, soit 12 % des habitants. Pour se rendre au travail, 90,8 % des habitants utilisent un véhicule personnel ou de fonction à quatre roues, 2,3 % les transports en commun, 3,3 % s'y rendent en deux-roues, à vélo ou à pied et 3,7 % n'ont pas besoin de transport (travail au domicile).

### Activités hors agriculture

#### Secteurs d'activités
185 établissements sont implantés  à Restinclières au 31 décembre 2019. Le tableau ci-dessous en détaille le nombre par secteur d'activité et compare les ratios avec ceux du département,.
| Secteur d'activité                                                                                        | Commune | Commune | Département |
| Secteur d'activité                                                                                        | Nombre  | %       | %           |
| --- | ------- | ------- | ----------- |
| Ensemble                                                                                                  | 185     | 100 %   | (100 %)     |
| Industrie manufacturière, industries extractives et autres                                                | 12      | 6,5 %   | (6,7 %)     |
| Construction                                                                                              | 37      | 20 %    | (14,1 %)    |
| Commerce de gros et de détail, transports, hébergement et restauration                                    | 41      | 22,2 %  | (28 %)      |
| Information et communication                                                                              | 12      | 6,5 %   | (3,3 %)     |
| Activités financières et d'assurance                                                                      | 3       | 1,6 %   | (3,2 %)     |
| Activités immobilières                                                                                    | 8       | 4,3 %   | (5,3 %)     |
| Activités spécialisées, scientifiques et techniques et activités de services administratifs et de soutien | 32      | 17,3 %  | (17,1 %)    |
| Administration publique, enseignement, santé humaine et action sociale                                    | 23      | 12,4 %  | (14,2 %)    |
| Autres activités de services                                                                              | 17      | 9,2 %   | (8,1 %)     |

Le secteur du commerce de gros et de détail, des transports, de l'hébergement et de la restauration est prépondérant sur la commune puisqu'il représente 22,2 % du nombre total d'établissements de la commune (41 sur les 185 entreprises implantées  à Restinclières), contre 28 % au niveau départemental.

#### Entreprises et commerces
Les cinq entreprises ayant leur siège social sur le territoire communal qui génèrent le plus de chiffre d'affaires en 2020 sont : 
- Paulin Et Cie, production d'électricité (340 k€)
- Cobel, activités des marchands de biens immobiliers (280 k€)
- F.compan, travaux de maçonnerie générale et gros œuvre de bâtiment (179 k€)
- Esquiss, autres travaux spécialisés de construction (95 k€)
- Lekcie, programmation informatique (18 k€)

### Agriculture
|               | 1988 | 2000 | 2010 | 2020 |
| ------------- | ---- | ---- | ---- | ---- |
| Exploitations | 18   | 14   | 9    | 9    |
| SAU (ha)      | 204  | 316  | 143  | 168  |

La commune est dans le « Soubergues », une petite région agricole occupant le nord-est du département de l'Hérault. En 2020, l'orientation technico-économique de l'agriculture  sur la commune est la viticulture. Neuf exploitations agricoles ayant leur siège dans la commune sont dénombrées lors du recensement agricole de 2020 (18 en 1988). La superficie agricole utilisée est de 168 ha,,.

## Culture locale et patrimoine

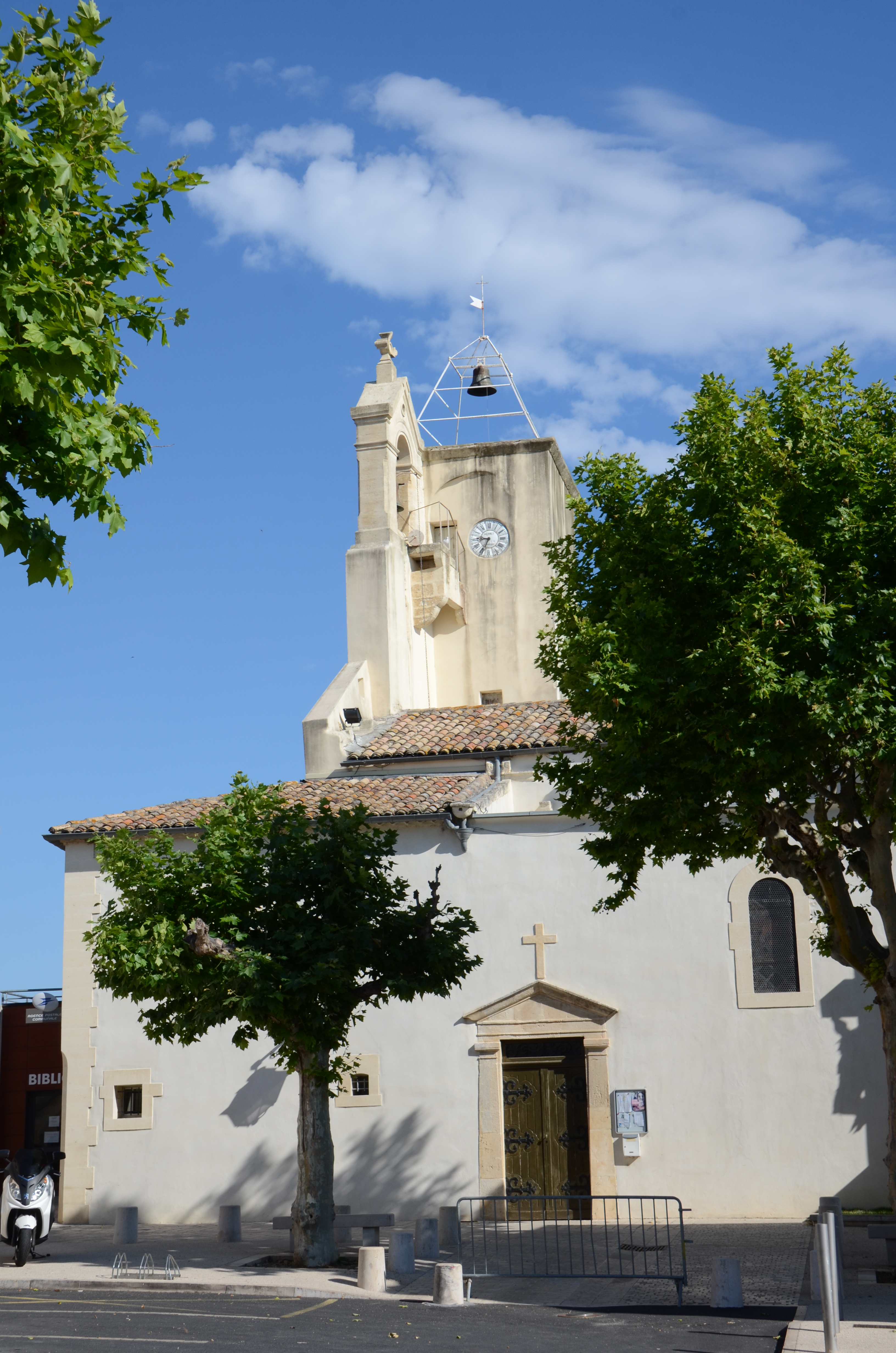
Église Saint-Césaire de Restinclières

### Lieux et monuments
- Église Saint-Césaire datant du XIIe siècle.

### Personnalités liées à la commune
- Jacques de Saint-Bonnet et Rollin de Saint-Bonnet de Toiras (mort en 1627), frères du maréchal de France Toiras (1586-1636), furent seigneurs de Restinclières.
- Jean Galle (1936-2023), joueur et entraîneur de basket-ball, se retire dans la commune après sa carrière sportive.

### Héraldique
|  | Les armoiries de Restinclières se blasonnent ainsi : D'azur à Saint Césaire habillé en évêque d'argent, la chasuble d'or bordée de gueules, tenant dans sa dextre une branche de lentisque d'or et dans sa senestre une crosse aussi d'or. |